# Euptychia cleophes
Euptychia cleophes är en fjärilsart som beskrevs av Frederick DuCane Godman och Osbert Salvin 1889. Euptychia cleophes ingår i släktet Euptychia och familjen praktfjärilar. Inga underarter finns listade i Catalogue of Life.